# 男ってやつは…
『男ってやつは…』は、吉幾三のシングルである。2003年4月2日に徳間ジャパンコミュニケーションズ / JAPAN RECORDから発売された。

## 概要
- カップリングの『風に吹かれて…』はワークマンのCMソングである。
- タイトル曲である『男ってやつは…』とレディオヘッドの「Creep」をマッシュアップした「Creep ( 男ってやつは・・・ )」がニコニコ動画にアップロードされており、後にBuzzFeedがそのマッシュアップを取り上げたことがある[1]。

## 収録曲
- 全作詞・作曲：吉幾三／編曲：野村豊

1. 男ってやつは…
2. 風に吹かれて…